# 保羅·迪·喬瓦尼·費
保羅·迪·喬瓦尼·費（Paolo di Giovanni Fei）是一位錫耶納畫派的畫家。

## 生平
保羅·迪·喬瓦尼·費從聖奎里科（San Quirico）來到錫耶納，自1369年起在錫耶納擔任公職，並於1389年首次在錫耶納畫家名錄中被提及。保羅·迪·喬瓦尼·費最早署名的作品是1381年。
保羅·迪喬瓦尼受到彼得羅·洛倫澤蒂（Pietro Lorenzetti）、安布羅喬·洛倫澤蒂（Ambrogio Lorenzetti）兄弟以及錫耶納大師巴托洛·迪·弗雷迪（Bartolo di Fredi）和西蒙尼·馬蒂尼（Simone Martini）的影響。他的畫作的特點是明亮清晰的調色板，通常與鍍金和打孔的地景形成鮮明對比，展現出豐富的自然主義和裝飾性細節。

## 作品

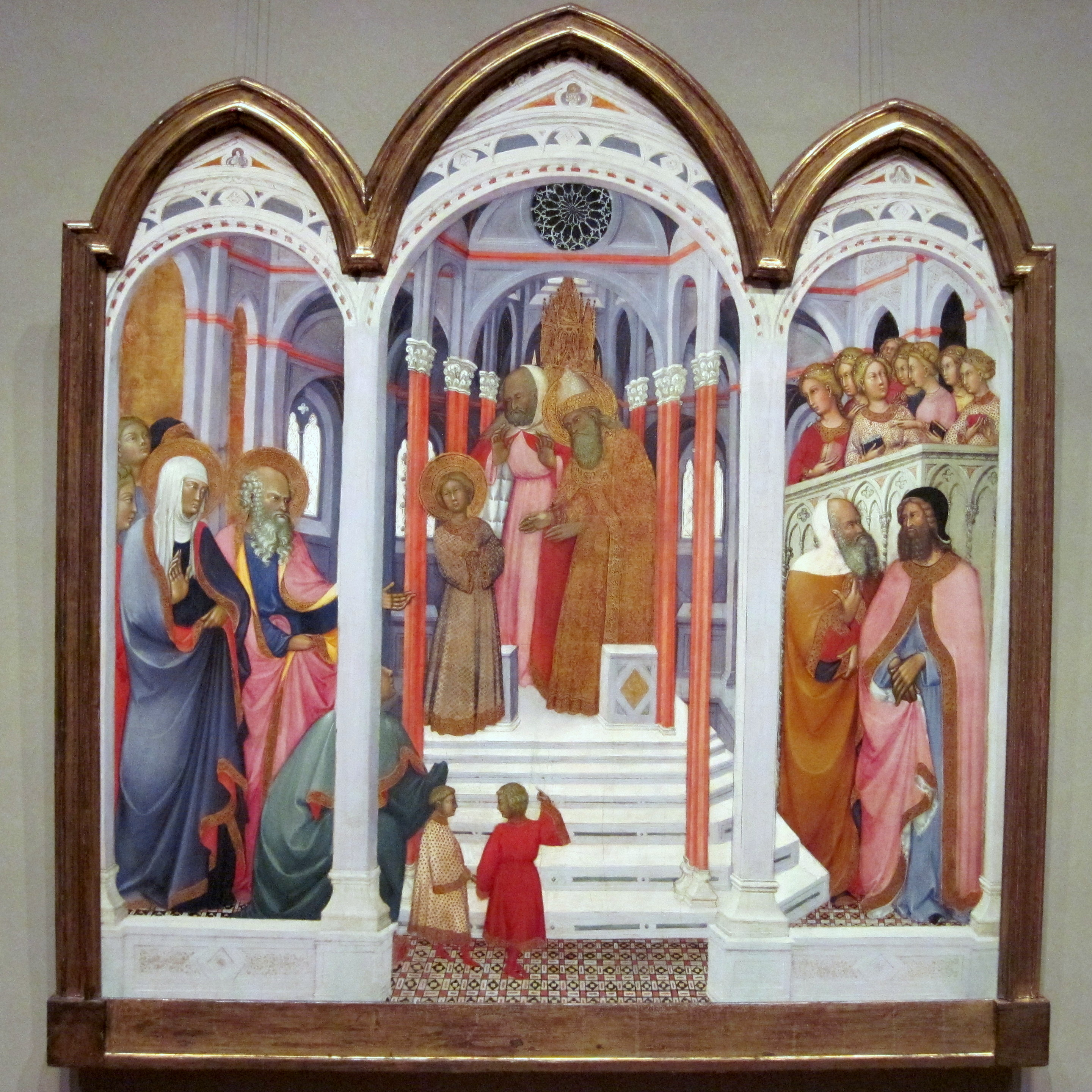
Presentation of the Virgin

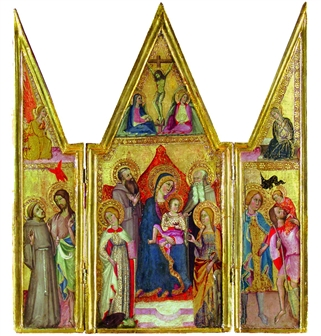
Madonna with Christ on the Throne(48 x 45公分, 约1390年)